# بيريزيني (أوديسكا)
بيريزيني (Березине) هي مدينة في مقاطعة أوديسكا في أوكرانيا.
يبلغ عدد سكانها حوالي 3679 نسمة.